# Canadian Open 1980 (Badminton)
Die Canada Open 1980 im Badminton fanden vom 28. Oktober bis zum 1. November 1980 in Toronto statt.

## Finalergebnisse
| Disziplin    | Sieger                    | Finalist                         | Ergebnis                           |
| ------------ | ------------------------- | -------------------------------- | ---------------------------------- |
| Herreneinzel | Morten Frost              | Steen Fladberg                   | 15-7, 15-11                        |
| Dameneinzel  | Gillian Gilks             | Wendy Carter                     | 11-8, 11-8                         |
| Herrendoppel | Mike Tredgett Ray Stevens | Claes Nordin Stefan Karlsson     | 15-9, 8-8 (Augenverletzung Nordin) |
| Damendoppel  | Nora Perry Jane Webster   | Wendy Carter Jane Youngberg      | 15-2, 15-5                         |
| Mixed        | Mike Tredgett Nora Perry  | Steen Fladberg Johanne Falardeau | 15-7, 15-9                         |